# گیتار هیرو
گیتار هیرو (انگلیسی: Guitar Hero) یک مجموعه بازی ویدئویی در سبک ریتم موزیک است که توسط RedOctane و اکتیویژن و در پلت‌فرم‌های پلی‌استیشن ۲، ایکس‌باکس ۳۶۰، پلی‌استیشن ۳، وی، مایکروسافت ویندوز، مک‌اواس، نینتندو دی‌اس، تلفن همراه، پلی‌استیشن ۴، وی یو، ایکس‌باکس وان، و آی‌اواس تا کنون منتشر شده‌است. این بازی شبیه‌ساز گیتار بیس، گیتار ریتم و اجرای موسیقی راک می‌باشد.